# Dunice
Dunice (en allemand : Dunitz) est une commune du district de Benešov, dans la région de Bohême-Centrale, en République tchèque. Sa population s'élevait à 63 habitants en 2020.

## Géographie
Dunice se trouve à 17 km à l'ouest-nord-ouest de Humpolec, à 40 km au sud-est de Benešov et à 74 km au sud-est de Prague.
La commune est limitée par Děkanovice au nord, par Píšť au nord-est, par Hořice à l'est, par Syrov au sud, et par Onšov et Studený à l'ouest.

## Histoire
La première mention écrite de la localité date de 1352.